# 秀香穂里
秀 香穂里（しゅう かおり、11月8日生）は、日本のBL、ライトノベル小説家。出身地は埼玉県。
2002年、パラダイムより刊行された「他人同士」でデビュー。

## 概要
元々は雑誌の編集者だった。同人作家としての活動が長く、小説家として商業誌にデビューしてからも同人活動を続けている。

## 作品
- 他人同士（グラスブルーノベルス[1]/パラダイム）
- 他人同士1[2]（キャラ文庫/徳間書店）
  - 他人同士2（キャラ文庫/徳間書店）
  - 他人同士3（キャラ文庫/徳間書店）
- 大人同士[3]（キャラ文庫/徳間書店）
  - 恋人同士（キャラ文庫/徳間書店）
- くちびるに銀の弾丸（キャラ文庫/徳間書店）
  - くるぶしに秘密の鎖　くちびるに銀の弾丸2（キャラ文庫/徳間書店）
- チェックインで幕はあがる（キャラ文庫/徳間書店）
- 虜－とりこ－（キャラ文庫/徳間書店）
- 挑発の15秒（キャラ文庫/徳間書店）
- リスキーなくちづけ（ガッシュ文庫/海王社）
- 契約の移り香（キャラ文庫/徳間書店）
- 灼熱のハイシーズン（キャラ文庫/徳間書店）
- 夜情にゆだねて（花丸文庫&ノベルズ/白泉社）
- 我が儘な食卓（プラチナ文庫/プランタン出版）
- 禁忌に溺れて（キャラ文庫/徳間書店）
- 肌にひそむ蝶（単行本未収録/徳間書店）
- おいで可愛いひと（単行本未収録/白泉社）
- 束縛志願（単行本未収録/徳間書店）
- 渇望の部屋（ガッシュ文庫/海王社）
- 陵辱と純情にゆれる獣（花丸文庫&ノベルズ/白泉社）
- 今宵、眼鏡クラブへ。（プラチナ文庫/プランタン出版）
- ノンフィクションで感じたい（キャラ文庫/徳間書店）
- 愛執の鎖（クロスノベルズ/笠倉出版社）
- 黒い愛情（ラヴァーズ文庫/竹書房）
- 俺を飼ってくれ（ガッシュ文庫/海王社）
- 艶めく指先（キャラ文庫/徳間書店）
- 烈火の契り（キャラ文庫/徳間書店）
- 個人教授（ガッシュ文庫/海王社）
- 小説家は我が儘につき（ルビー文庫/角川書店）
- 3シェイク（ラヴァーズ文庫/竹書房）
- 警備員はふらちにつき（ルビー文庫/角川書店）
- 堕ちゆく者の記録（キャラ文庫/徳間書店）
- シェフは強欲につき（キャラ文庫/徳間書店）
- 真夏の夜の御伽噺（キャラ文庫/徳間書店）
- 聖域の限界（ラヴァーズ文庫/竹書房）
- 桜の下の欲情（キャラ文庫/徳間書店）
- 生徒が野獣（単行本未収録/幻冬舎コミックス）
- 血鎖の煉獄（ラヴァーズ文庫/竹書房）
- 隣人には秘密がある（キャラ文庫/徳間書店）
- なぜ彼らは恋をしたか（キャラ文庫/徳間書店）
- 闇を抱いて眠れ（キャラ文庫/徳間書店）
- STEAL! ディオ編[4]（リブレ出版）
- 恋に堕ちた翻訳家（キャラ文庫/徳間書店）
- 狂恋（クロスノベルス/笠倉出版社）
- ダークフェイス～閉じ込められた素顔～上巻（ラヴァーズ文庫/竹書房）
  - ディープフェイス～閉じ込められた素顔～下巻（ラヴァーズ文庫/竹書房）
- 闇の王と紅の花嫁（ルナノベルズ）
- 盤上の標的（キャラ文庫/徳間書店）
- 僕の愛する執事へ（大洋図書シャイノベルズ）
- 年下の高校教師（キャラ文庫/徳間書店）
- 閉じ込める男（キャラ文庫/徳間書店）
- トリプルルーム（二見書房シャレード文庫）
- クライムダウン（大洋図書シャイノベルズ）

## 漫画
- ショートカット・ラブ！！（Charaコミックス/徳間書店）

原作：秀　香穂里、イラスト：水名瀬雅良

## CD化作品
- 誓約の移り香（ムービック）

出演（野島健児・子安武人・一条和矢・武内健）
- 黒い愛情（Atis collection）

出演（平川大輔・緑川光）
- 個人教授（インターコミュニケーションズ）

出演（平川大輔・鈴木達央・鳥海浩輔）
- 3シェイク（ムービック）

出演（武内健・鈴木達央・高橋広樹）
- くちびるに銀の弾丸（ムービック）

出演（近藤隆・遊佐浩二）

## ゲーム
- STEAL!（Spray）
ゲームのシナリオを担当している。

## その他
- BL48手（アース・スターエンターテイメント）
48手のイラストに沿ったショートストーリーを、48本書き下ろしている。